# Twierdzenie Earnshawa
Twierdzenie Earnshawa powstało w 1842 roku, jego twórcą był Samuel Earnshaw. Twierdzenie Earnshawa dotyczy stabilności układów elektrostatycznych oraz magnetycznych. Odnosi się ono jedynie do obiektów o niezależnym od położenia momencie magnetycznym. Przykładem takich obiektów są np. ferromagnetyki twarde, czyli magnesy trwałe.
Twierdzenie Earnshawa głosi, że "W pustej przestrzeni nie istnieje żadna statyczna (czyli niezmieniająca się w czasie) konfiguracja pól elektrycznych, magnetycznych i grawitacyjnych, dla której energia potencjalna miałaby lokalne minimum."
Twierdzenia Earnshawa wyjaśnia na przykład, że nie można umieścić swobodnie jednego magnesu nad drugim, tak, aby oba się odpychały i jeden z nich unosił się w powietrzu. "Wiszący" magnes będzie w stanie równowagi chwiejnej.
Z drugiej strony możliwe jest wykorzystanie układów dynamicznych (np. wirującego magnesu) do uzyskania stabilnego unoszenia się przedmiotu – zobacz  Lewitacja (technika).
W 1939 roku niemiecki fizyk Werner Braunbeck częściowo obalił Twierdzenie Earnshawa dowodząc, że stabilna lewitacja możliwa jest z wykorzystaniem obiektów diamagnetycznych.